# Кампаменто (Колумбия)
Кампаменто (исп. Campamento) — город и муниципалитет на севере Колумбии, на территории департамента Антьокия. Входит в состав субрегиона Северная Антьокия.

## История
Поселение из которого позднее вырос город было основано в 1827 году. Муниципалитет Кампаменто был выделен в отдельную административную единицу в 1835 году.

## Географическое положение

Муниципалитет Кампаменто

Город расположен в северной части департамента, в гористой местности Центральной Кордильеры, на расстоянии приблизительно 80 километров к северо-северо-востоку (NNE) от Медельина, административного центра департамента. Абсолютная высота — 1465 метров над уровнем моря.

Муниципалитет Кампаменто граничит на севере и востоке с муниципалитетом Анори, на западе — с муниципалитетом Ярумаль, на юге — с муниципалитетом Ангостура, на юго-востоке — с муниципалитетом Гуадалупе. Площадь муниципалитета составляет 200 км².

## Население
По данным Национального административного департамента статистики Колумбии, совокупная численность населения города и муниципалитета в 2012 году составляла 9270 человек.
Динамика численности населения муниципалитета по годам:
| 2005 | 2006 | 2007 | 2008 | 2009 | 2010 | 2011 | 2012 |
| ---- | ---- | ---- | ---- | ---- | ---- | ---- | ---- |
| 9688 | 9611 | 9557 | 9495 | 9439 | 9386 | 9330 | 9270 |

Согласно данным переписи 2005 года мужчины составляли 50,5 % от населения Кампаменто, женщины — соответственно 49,5 %. В расовом отношении белые и метисы составляли 88,1 % от населения города; негры, мулаты и райсальцы — 0,4 %, индейцы — 0,1 %.
Уровень грамотности среди населения старше 15 лет составлял 75 %.

## Экономика
Основу экономики Кампаменто составляют, выращивание и переработка сахарного тростника и кофе, а также добыча асбеста. Развито скотоводство.

55,6 % от общего числа городских и муниципальных предприятий составляют предприятия торговой сферы, 14,1 % — предприятия сферы обслуживания, 20,2 % — промышленные предприятия, 10,1 % — предприятия иных отраслей экономики.